# Phlyctaina
Phlyctaina är ett släkte av fjärilar. Phlyctaina ingår i familjen nattflyn.
Kladogram enligt Catalogue of Life:
| Phlyctaina | \| \| Phlyctaina fuliginosa \| \| \| \| \| \| Phlyctaina griseirena \| \| \| \| \| \| Phlyctaina irrigualis \| \| \| \| \| \| Phlyctaina lysis \| \| \| \| |
|            | \| \| Phlyctaina fuliginosa \| \| \| \| \| \| Phlyctaina griseirena \| \| \| \| \| \| Phlyctaina irrigualis \| \| \| \| \| \| Phlyctaina lysis \| \| \| \| |
|            | Phlyctaina fuliginosa |
|            | |
|            | Phlyctaina griseirena |
|            | |
|            | Phlyctaina irrigualis |
|            | |
|            | Phlyctaina lysis |
|            | |